# NGC 5004
NGC 5004 (również PGC 45756 lub UGC 8260) – galaktyka soczewkowata (S0), znajdująca się w gwiazdozbiorze Warkocza Bereniki. Odkrył ją William Herschel 13 marca 1785 roku. Sąsiednie galaktyki są czasem nazywane NGC 5004B (IC 4210) i NGC 5004C (PGC 45757).